# Hypolestes
Hypolestes is een geslacht van libellen (Odonata) uit de familie van de Megapodagrionidae (Vlakvleugeljuffers).

## Soorten
Hypolestes omvat 2 soorten:
- Hypolestes clara (Calvert, 1891)
- Hypolestes trinitatis (Gundlach, 1888)